# استورورده
استورورده (به لاتین: Storvorde) یک شهرک در دانمارک است که در Aalborg Municipality واقع شده‌است. استورورده ۱٫۹۱ کیلومتر مربع مساحت و ۳٬۳۷۶ نفر جمعیت دارد.